# La Bolduc (film)
Pour les articles homonymes, voir La Bolduc et Bolduc.
Pour plus de détails, voir Fiche technique et Distribution.
La Bolduc est un film québécois réalisé par François Bouvier, sorti en 2018.

## Synopsis
Ce drame biographique porte sur la vie et l'œuvre de Mary Travers, plus connue sous son nom d'artiste la Bolduc. Alors qu'elle et sa famille vivent dans la précarité à Montréal, elle se fait convaincre d'accompagner des musiciens sur scène pour gagner quelques sous. Appréciée du public, elle est remarquée par un producteur de musique qui lui offre d'endisquer. Elle connaît un succès fulgurant, et sa carrière de chanteuse transformera profondément sa vie familiale.

## Fiche technique
- Titre : La Bolduc
- Réalisation : François Bouvier
- Scénario : Frédéric Ouellet, Benjamin Alix
- Producteur : Valérie d'Auteuil, André Rouleau, Brigitte Janson
- Société de production : Caramel Films
- Distribution : Les Films Séville
- Budget : 6 millions $ CAN
- Pays d'origine :  Canada
- Langue : français
- Format :
- Genre : Drame et biopic
- Durée : 103 minutes
- Date de sortie : 6 avril 2018
- Box-office 
  - Canada : 2 531 115 $CAN

## Distribution
- Debbie Lynch-White : Mary Travers Bolduc
- Émile Proulx-Cloutier : Édouard Bolduc
- Bianca Gervais : Juliette Newton
- Laurence Deschênes : Denise Bolduc
- Rose-Marie Perreault : Denise Bolduc
- Mylène Mackay : Thérèse Casgrain
- Yan England : Fred Calvert
- Serge Postigo : Roméo Beaudry
- Germain Houde : Conrad Gauthier
- Paul Doucet : Jean Grimaldi
- Luc Senay : Fradette
- Marilou Morin : Anita Fradette
- Élise Cormier : Mlle Poirier
- Mathieu Handfield : Léon Fradette
- Claude Lemieux : curé de Rivière-du-Loup

## Box-office
Le film est un grand succès dans les salles de cinéma au Canada. Dépassant même des productions américaines, le film a rapporté plus de 2,5 millions de dollars au box-office en moins de 60 jours.

## DVD
Le film est disponible en magasin en format DVD depuis le 7 août 2018 au Québec.

## Super Écran
Le film est diffusé sur la chaîne Super Écran depuis décembre 2018.

## Distinctions
- Festival international du film de fiction historique 2018 : 
  - Prix du public
  - Mention spéciale de la presse pour Debbie Lynch-White